# Kanton Saujon
Saujon is een kanton van het Franse departement Charente-Maritime. Het kanton maakt deel uit van de arrondissementen Saintes(7) & Rochefort (2).

## Gemeenten
Het kanton Saujon omvatte tot 2014 de volgende 13 gemeenten:
- Balanzac
- Le Chay
- La Clisse
- Corme-Écluse
- Corme-Royal
- Luchat
- Médis
- Nancras
- Pisany
- Sablonceaux
- Saint-Romain-de-Benet
- Saujon (hoofdplaats)
- Thézac

Na de herindeling van de kantons bij decreet van 27 februari 2014, met uitwerking op 22 maart 2015, omvat het kanton volgende 9 gemeenten:
- Le Chay
- Corme-Écluse
- L'Éguille
- Médis
- Sablonceaux
- Saint-Romain-de-Benet
- Saint-Sulpice-de-Royan
- Saujon
- Semussac